# الم کریک (نبراسکا)
الم کریک(به انگلیسی: Elm Creek) شهری در ایالت نبراسکا کشور ایالات متحده آمریکا است که جمعیت آن در سرشماری سال ۲۰۱۰ میلادی، ۹۰۱ نفر بوده‌است.